# Pêche via coquillage
La Pêche au coquillage (ou conchage) est une stratégie de recherche de nourriture rare et innovante basée sur des outils observée chez les grands dauphins (Tursiops sp.). Les dauphins employant cette technique pousse leur proie dans une coquille vide, remontent à la surface, puis renversent le contenu de la coquille -eau et proie- dans leur bouche,.

## Histoire
Le comportement a été observé chez le grand dauphin par Simon Allen, de l'université de Bristol en Angleterre, et Michael Krützen, de l'université de Zurich, qui recueillent, depuis 2007, des données génétiques et comportementales de plus de 1 000 dauphins dans la baie Shark (Australie-Occidentale). Sur ce millier d'individus, 19 ont été observés utilisant cette stratégie pour un total de 42 fois. La stratégie de pêche au coquillage est rarement observée et peut être une stratégie de recherche de nourriture nouvelle et innovante développée par les grands dauphins.

## Transmission du comportement
La recherche a montré que le comportement de pêche via coquillage se propage non seulement via un mécanisme de transmission sociale vertical (de parent à enfant), mais également via un mécanisme non vertical. La transmission sociale non verticale fait référence au fait que le comportement peut être appris des associés (pair à pair), par rapport à la transmission verticale où l'apprentissage se produit à travers le lien mère-enfant,. Il a été démontré que les dauphins utilisent principalement la transmission verticale comme mécanisme d'apprentissage, et la transmission non verticale est rarement observée.

## Implications de la découverte

### Utilisation des outils dans la vie aquatique
L'utilisation d'outils en ce qui concerne le comportement animal peut être définie comme :
l'emploi externe conditionnel d'un objet environnemental non-attaché ou attaché manipulable pour modifier plus efficacement la forme, la position ou l'état d'un autre objet, d'un autre organisme ou de l'utilisateur lui-même, lorsque l'utilisateur tient et manipule directement l'outil pendant ou avant l'utilisation et est responsable de l’orientation correcte et efficace de l’outil.
Le comportement d'utilisation des outils a été le plus souvent évalué chez les animaux terrestres et est rarement observé dans la vie aquatique. Cela n’est pas nécessairement dû à un manque de capacité, mais plutôt à un manque de besoin. Par exemple, même si les dauphins ont un cerveau plus gros que celui des primates et que l’on peut donc s’attendre à ce qu’ils utilisent davantage d’outils pour se nourrir, ils disposent d’autres méthodes comme l’écholocation pour atteindre les ressources. Cela étant dit, la pêche via coquille n’est qu’un exemple du comportement d’utilisation d’outils observé chez les dauphins.

### Similitudes culturelles inter-espèces
Les dauphins ne sont pas les seuls animaux à présenter ce mécanisme de transmission culturelle non verticale,,. On peut l'observer chez les membres de la famille des Hominidae (« les grands singes »), ce qui suggère des similitudes culturelles. La recherche a suggéré que ces similitudes culturelles pourraient provenir de caractéristiques d’histoire de vie, de capacités cognitives et de systèmes sociaux comparables entre les grands singes et les dauphins. Plus précisément, les grands singes et les dauphins vivent dans des communautés hautement sociales, ce qui permet des niveaux considérables d'interaction sociale. Il a été démontré que ces niveaux élevés d’interaction sociale sont importants dans la transmission du comportement de recherche de nourriture socialement appris,.